# Mitsubishi Diamante
O Mitsubishi Diamante é um sedan de porte médio-grande fabricado pela Mitsubishi Motors entre os anos de 1990 e 2005.
A primeira série foi apresentada ao público no Salão Automóvel de Tóquio em 1989. Inicialmente o modelo era vendido exclusivamente no Japão em maio de 1990, inclusive ganhou o prêmio de Carro do Ano no Japão daquele ano. Foi criado unindo 6,6 cm a mais no meio do Mitsubishi Galant, que ganhou o prêmio Carro do Ano do Japão em 1987.